# Casiorne à dos brun
Casiornis fuscus
Espèce
Synonymes
Casiornis fusca
Statut de conservation UICN

 LC  : Préoccupation mineure
Le Casiorne à dos brun (Casiornis fuscus) est une espèce de passereau placée dans la famille des Tyrannidae.

## Répartition de l'espèce
Cet oiseau vit exclusivement au Brésil, dans la caatinga et dans les fruticées du nord-est du pays,.